# قانون الجنسية الفلبينية

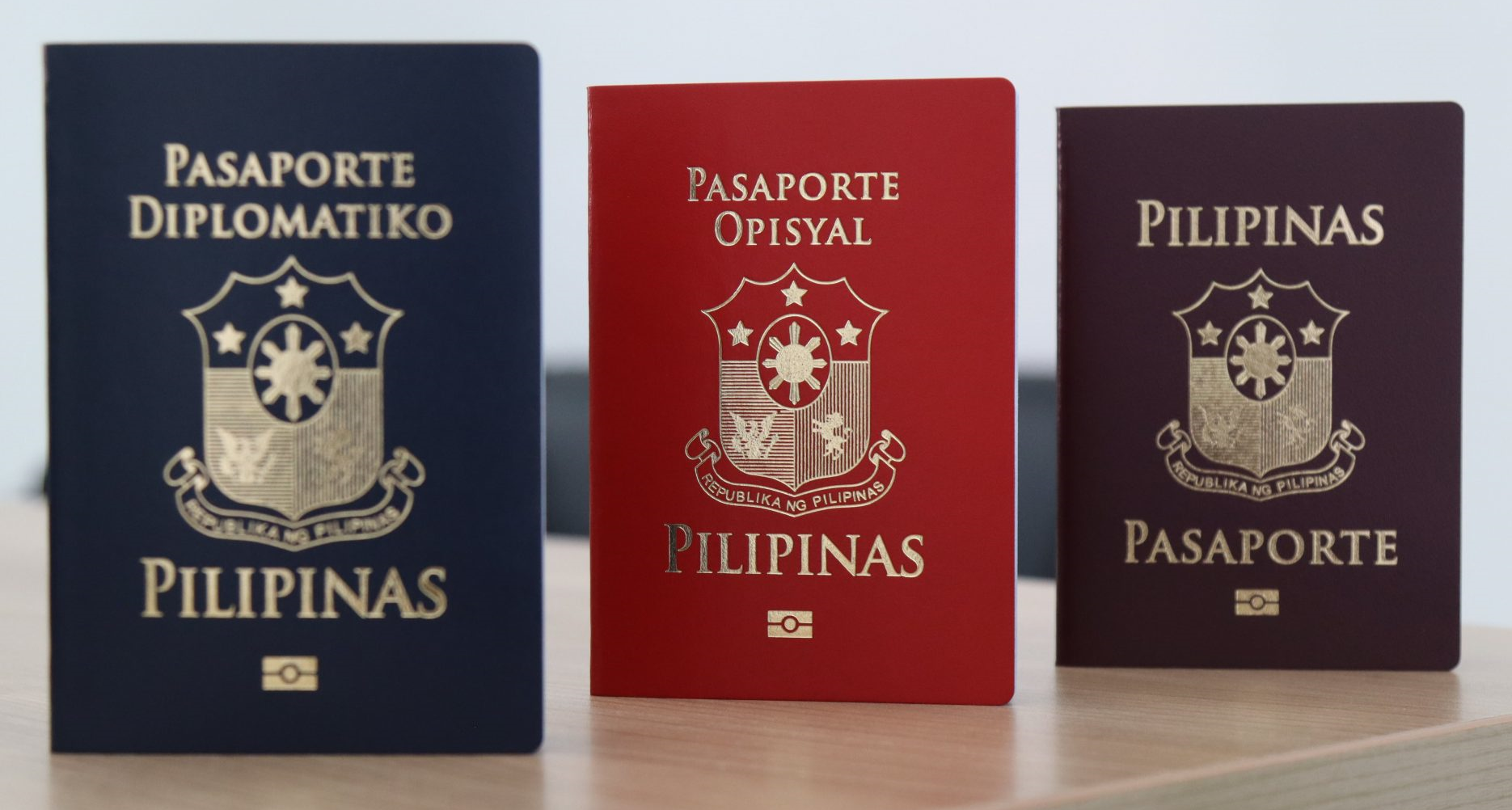
جواز السفر الفلبيني

قانون الجنسية الفلبيني هو قانون يمثّل التشريعين الأساسيين اللذين يحكمان متطلبات أن يكون الشخص مواطنًا فلبينيًا، وهما: دستور الفلبين والذي صدر عام 1987، وقانون التجنس المعدل والصادر عام 1939. يوضح القانون بأن أي شخص يولد لوالد فلبيني يحصل على الجنسية الفلبينية عند الولادة، وفي المقابل، يمكن للمواطنين الأجانب أن يتجنسوا كمواطنين فلبينيين بعد استيفاء الحد الأدنى من متطلبات الإقامة والتي تكون عادةً 10 سنوات، مع الأخذ باعتبارات أخرى مثل امتلاك العقارات، وإظهار الكفاءة في اللغة الإنجليزية أو الإسبانية بالإضافة إلى اللغة الفلبينية، واستيفاء متطلبات حسن السيرة والسلوك.
كانت الفلبين في السابق إحدى أراضي الولايات المتحدة، وكان السكان المحليون مواطنين أمريكيين من غير المواطنين بالإضافة إلى وضعهم كمواطنين فلبينيين. حصل الأشخاص المولودين في البلاد خلال الحكم الأمريكي على الجنسية الفلبينية تلقائيًا (بالولادة) بغض النظر عن جنسية والديه، وكان الحصول على الجنسية منذ فترة الاستقلال عن طريق النسب من الوالدين الفلبينيين.
وعندما كانت الفلبين تُحكم باعتبارها إقليمًا أمريكيًا، كان المواطنون الفلبينيون يحملون الجنسية الأمريكية ويدينون بالولاء للولايات المتحدة ويتمتعون ببعض الحقوق والحماية من الحكومة الفيدرالية، رغم استبعادهم من المشاركة السياسية ويمكن معاملتهم كأجانب في بعض الظروف وفقًا لتقدير الكونغرس الأمريكي.

## تاريخ

### الحكم الإسباني والغزو الأمريكي
دُمجت جزر الفلبين في الإمبراطورية الإسبانية خلال منتصف القرن السادس عشر، وطُبق حينها قانون الجنسية الإسباني على المستعمرة، ولم يكن هناك تشريع محدد بشأن الجنسية للمقيمين الفلبينيين طوال فترة الحكم الإسباني تقريبًا حتى أصبح القانون المدني الإسباني ساريًا في الفلبين في 8 ديسمبر 1889، لذا فأي شخص يولد في الأراضي الإسبانية (بما في ذلك الفلبين) أو يولد في الخارج لأب إسباني، يصبح تلقائيًا مواطنًا إسبانيًا عند الولادة، وذلك بموجب هذا القانون.
حكمت إسبانيا لأكثر من 300 عام حتى التنازل عنها للولايات المتحدة في عام 1898 بعد الحرب الأمريكية الإسبانية. وكان للكونغرس الأمريكي بموجب شروط معاهدة باريس، سلطة تحديد الجنسية المستقبلية للسكان الأصليين في الفلبين وغيرها من الأراضي المكتسبة حديثًا.

### أراضي الولايات المتحدة
أصدر الكونجرس الأمريكي جنسية فلبينية منفصلة في عام 1902 وفقًا لمعاهدة باريس، وبذلك، أصبح الرعايا الإسبان المقيمين في الفلبين حتى وقت صدور القانون مواطنين فلبينيين، أما الفلبينيون الأصليون الذين غادروا الفلبين قبل سن هذا القانون ظلوا رعايا إسبان.

### سياسات ما بعد الاستقلال
غيّرت المحكمة العليا بعد استقلال الفلبين في عام 1946، موقفها بشأن حق المواطنة بالولادة وأبطلت السياسات السابقة التي كانت تمنح الجنسية بالولادة لأي شخص ولد في الفلبين، وقررت المحكمة أن مبدأ حق المواطنة بالولادة لم يمتد بالكامل ليشمل البلاد سواء من خلال التشريعات الداعمة الجديدة منذ دستور عام 1935 أو من خلال تمديد التعديل الرابع عشر لدستور الولايات المتحدة إلى الفلبين. الحصول على الجنسية الفلبينية، منذ هذا الحكم، عن طريق النسب من أحد الوالدين الفلبينيين في المقام الأول.

## اكتساب وفقدان الجنسية
أي شخص يولد لأحد الوالدين على الأقل وهو مواطن فلبيني يحصل تلقائيًا على الجنسية الفلبينية عند الولادة. كما يُمكن للمواطنين الأجانب الذين يبلغون من العمر 21 عامًا أو أكثر أن يتجنسوا كمواطنين فلبينيين بعد الإقامة في البلاد لمدة 10 سنوات، والحصول على عقارات بقيمة لا تقل عن 5000 ين أو توظيفهم بأجر في مهنة مربحة، وإظهار الكفاءة في اللغة الإنجليزية أو الإسبانية بالإضافة إلى اللغة الفلبينية، والوفاء بمتطلبات حسن الخلق. بالإضافة إلى ذلك، يجب تسجيل أي أطفال قاصرين في مدرسة فلبينية. ويُخفّض شرط الإقامة إلى خمس سنوات إذا كان مقدم الطلب يعمل لدى حكومة الفلبين، أو قدم مساهمات اقتصادية أو علمية كبيرة للدولة، أو متزوج من امرأة فلبينية، أو قام بالتدريس في مدرسة فلبينية لمدة عامين على الأقل، أو ولد في البلاد. 
يمكن التنازل عن الجنسية الفلبينية عن طريق تقديم إعلان التنازل. كما يُلغى تلقائيًا عندما يخدم مواطن في القوات المسلحة لدولة أخرى، أو يقسم يمين الولاء لدولة أخرى، أو يهجر القوات المسلحة الفلبينية خلال فترة الحرب. ومع ذلك، فإن التنازل الطوعي محظور أثناء وجود البلاد في حالة حرب.